# Улрих Найсер
Улрих Найсер (на немски: Ulric Neisser) е американски психолог от немски произход, член на Американската академия на науките, виден преподавател във философския факултет на Корнейлския университет. С новаторския си подход в научните си изследвания, Улрих Найсер поставя началото на когнитивната психология. Основните теоретични конструкции на когнитивната психология са пряко свързани с елемента познание. Познавателната психология, както често е наричана когнитивистиката (на латински: cognitio – „познание“), претендира да бъде научно обоснован интердисциплинарен клон на психологията.

## Научна дейност
Улрих Найсер интерпретира когнитивната психология като междудисциплинарен клон на психологията, защото в нея той залага на интуитивните модели на класическото философско мислене, съчетани с емпиричните резултати от експерименталната психология. Той има трудната задача да създаде теоретичната доктрина на когнитивната психология в годините на абсолютния апогей на бихевиоризма. За Найсер и неговите сподвижници, когнитивната психология е реална възможност да се редуцира механистичния дух на бихевиористичния модел – стимул–реакция.
През 1967 г., излиза основния научен труд на Найсер, озаглавен „Когнитивна психология“. Тази книга представлява интересна комбинация между опит за хронологично представяне на историята на психологията и последователно излагане на основните принципи на когнитивното направление в науката. Публикуването на тази книга е резултат и от съвместната работа на Улрих Найсер с влиятелната личност на Джордж Милър. По времето, когато Найсер започва академичното си следване, Джордж Милър създава първия Център по когнитивни изследвания, заедно с един друг пионер в когнитивизма – Джеръм Брунър. И Брунър и Милър поставят акцент в своите изследвания върху информационния поток от когниции. Този поток от когниции нахлува в съзнанието на човека по обичайните сензорно – перцептивни пътища, контролирани от централната нервна система и главния мозък. Найсер открива, че механизмите на когнитивното изследване изискват непряко инструментално наблюдение над информационния поток и неговото протичане, а способност за системно изучаване и обяснение на случващия се процес.